# Diplexer

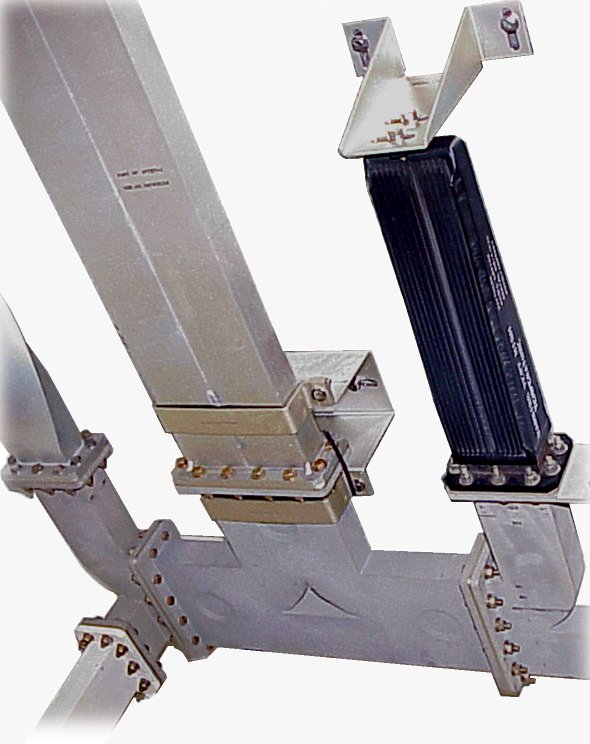
Diplexer aus einem Radargerät

Ein Diplexer ist eine elektrisch passive Baugruppe in Anlagen der Hochfrequenztechnik mit drei Toren (Dreitor), die dazu dient eine als geführte Welle beschriebene elektromagnetische Leistung, üblicherweise in einem Hohlleiter, in Abhängigkeit von der Frequenz zwischen zwei Toren zu trennen oder in umgekehrter Betriebsrichtung auf ein Tor zusammenzufügen. Der Diplexer stellt eine spezielle Bauform einer Frequenzweiche dar.
Eine Erweiterung des Diplexers auf vier Tore wird als Triplexer bezeichnet, dieser kann drei verschiedene Frequenzbereiche auftrennen bzw. zusammenfügen.

## Anwendungen
Praktische Anwendungen des Diplexers liegen in Bereichen der Funktechnik und der Radartechnik. So ist es mit einem Diplexer möglich einen Funksender und einen Funkempfänger mit unterschiedlicher Sende- bzw. Empfangsfrequenz an nur einer Antenne, welche als Sende- und Empfangsantenne dient, zu betreiben. Dabei trennt der Diplexer die Sendefrequenz von der dazu unterschiedlichen Empfangsfrequenz, womit ein gleichzeitiger Sende- und Empfangsbetrieb möglich ist, ohne dass der wesentlich leistungsstärkere Sender den empfindlichen Funkempfänger übersteuert.
Im Gegensatz zu einem Diplexer stellt ein Duplexer einen Umschalter dar, welcher es wechselseitig erlaubt, dass entweder nur der Funksender oder nur der Empfänger, aber niemals beide gleichzeitig in Betrieb sind. Bei dem sogenannten Duplexbetrieb kann die gleiche Sende- und Empfangsfrequenz verwendet werden.
Eine weitere Anwendung von Diplexern ist die Trennung einzelner Frequenzbänder für Empfangsgeräte in unterschiedlichen Frequenzbereichen. So können bei Empfangsanlagen mehrere schmalbandige Antennen frequenzmäßig zusammengefasst werden, so dass in Summe eine größere Bandbreite oder der Empfang mehrerer unterschiedlicher Frequenzbereiche abgedeckt werden kann. Diese Eigenschaft ist unter anderem bei manchen Kopfstationen in Kabelnetzen von Bedeutung.
Darüber hinaus können Diplexer auch verwendet werden, um Antennen für verschiedene Frequenzbereiche (z. B. für unterschiedliche Amateurfunkbänder) an ein Funkgerät mit nur einem Antennenanschluss anzuschließen.

## Aufbau
Diplexer können verschiedenartig realisiert sein.

### Filter

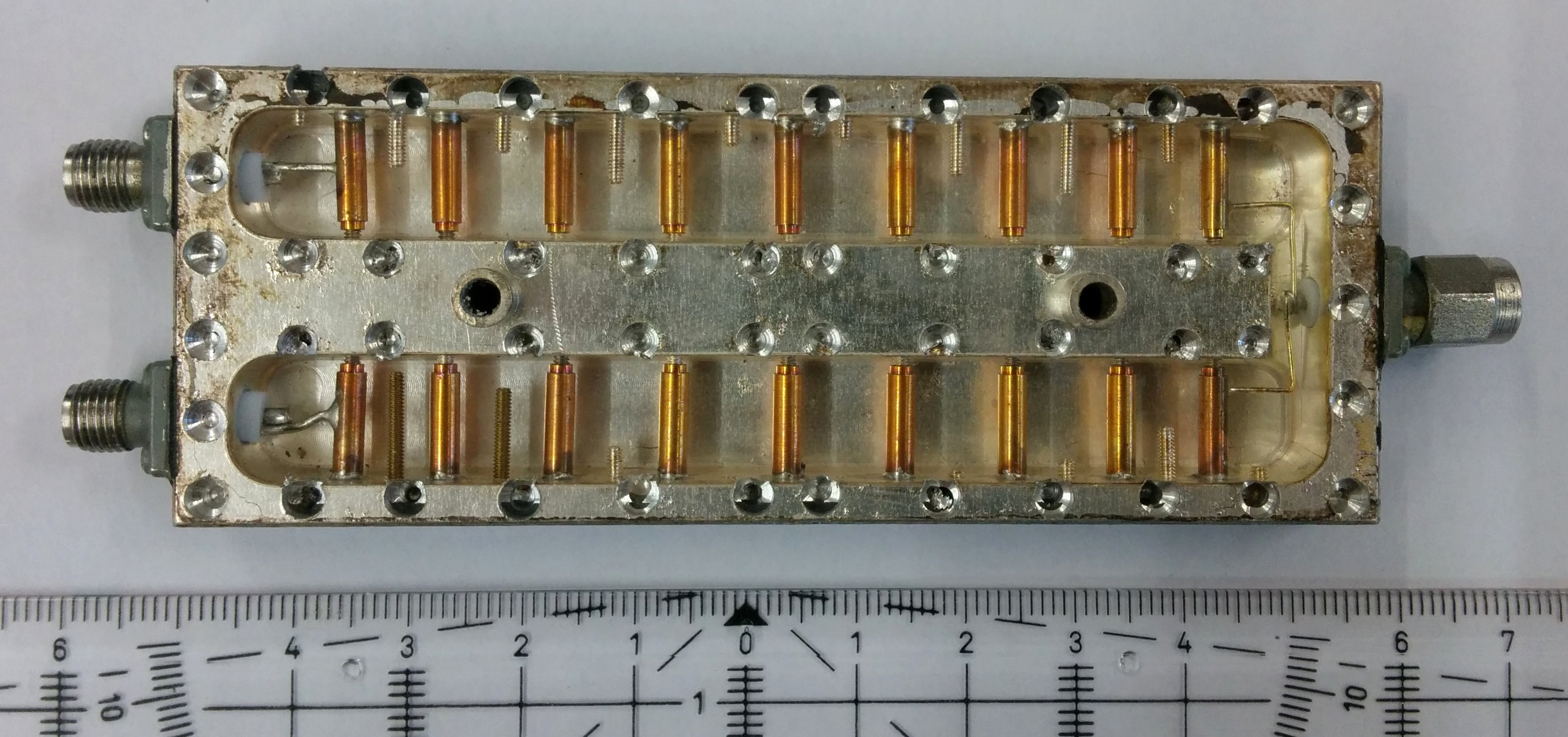
Diplexer in Form zweier unterschiedlicher Bandpassfilter

Prinzipiell kann ein Diplexer durch die Kombination zweier passiver und unterschiedlicher Filter aufgebaut werden, wie beispielsweise in nebenstehender Abbildung in Form eines Hohlleiterfilters mit dielektrischen Resonatoren. Die beiden Filter, im metallischen Gehäuse als untere und obere horizontale Strecke erkennbar, werden im Durchlassverhalten so gewählt bzw. eingestellt, dass sie jeweils den gewünschte Frequenzbereich im Bereich einiger GHz passieren lassen. Die beiden Filter werden an dem Summenanschluss zusammengeschaltet, in der Abbildung ist dies der Anschluss auf der rechten Seite, welcher beispielsweise zu einer gemeinsamen Antenne weiter geführt wird. Die beiden linken Anschlüsse stellen die im Frequenzbereich gefilterten Anschlüsse dar und gehen beispielsweise zu der Sendestufe und einer Empfangsstufe in unterschiedlichen Frequenzen.
Darüber hinaus können bei niedrigeren Frequenzen, beispielsweise bei einigen MHz, Diplexer als Filter  mit diskreten elektronischen Bauelementen aus Spulen und Kondensatoren realisiert werden. Die so gebildeten Baugruppen werden dann üblicherweise als Frequenzweiche bezeichnet.

### Laufzeit

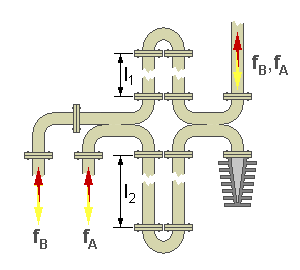
Prinzip eines Diplexers aus unterschiedlich langen Hohlleitern

Ein auf Grundlage der Laufzeiten arbeitender Diplexer besteht im Aufbau aus zwei aufeinanderfolgenden Richtkopplern, die die Trennung der Wellen je Richtung vornehmen. Zwischen diesen beiden Richtkopplern bestehen zwei unterschiedlich lange Hohlleitersegmente, meist in der Form eines U und als Umwegleitung bezeichnet. Die Länge der beiden Hohlleiter bestimmt die Laufzeit der Welle durch den jeweiligen Abschnitt, wodurch sich eine Phasenverschiebung erzielen lässt, die bei dem zweiten Richtkoppler durch destruktive Interferenz zu einer Auslöschung führt. Der Vorteil ist die hohe Leistungsfestigkeit eines solchen Diplexers und zum anderen ist auch ein einfacher Frequenzwechsel durch Veränderung der Längen der Umwegleitungen möglich.
Der Länge der beiden Umwegleitungen muss so dimensioniert sein, dass auf der jeweiligen Ausgangsleitung in der einen Frequenz eine Summierung erfolgt und in der zweiten Frequenz eine Auslöschung. Ein Diplexer arbeitet dann am effektivsten, wenn die abstimmbare Umwegleitung folgende Bedingungen gleichzeitig erfüllt:
- Die Phasenverschiebung für die A-Frequenz beträgt 0°
- Die Phasenverschiebung für die B-Frequenz beträgt 180°

Der Frequenzabstand zwischen beiden Sendefrequenzen wird konstruktiv vorgegeben. In der Praxis werden diese Umwegleitungen mit einem Vielfachen der Wellenlänge dimensioniert, da sich auch kleinere Phasendifferenzen dann vervielfachen und der Diplexer dadurch eine schmalere Durchlasskurve erhält. Damit sind die Sendefrequenzen dadurch vorgegeben, dass die gleiche Hohlleiterlänge für die eine Frequenz ein gerades ganzzahliges Vielfaches und für die zweite Frequenz ein ungeradzahliges Vielfaches von der halben Wellenlänge haben muss.